# اسکاتسویل (کنتاکی)
اسکاتسویل (به انگلیسی: Scottsville) شهری در ایالت کنتاکی کشور ایالات متحده آمریکا است که جمعیت آن در سرشماری سال ۲۰۱۰ میلادی، ۴٬۲۲۶ نفر بوده‌است.